# Брзи бендови Београда
Брзи бендови Београда (БББ) је необавезни скупни назив за део београдских музичких састава који су сазревали касних осамдесетих година у сенци новоталасне београдске рок сцене (потоња је избачена у први план Југотоновом плочом „Пакет Аранжман“, објављеном 1981. године). 
Брзи Бендови Србије су иронична парафраза имена пројекта Брзе Пруге Србије креирана од стране ДЛМ-а бенда из Раковице. Овај назив је инспирисао наслове попут: Брзи Бендови Београда, Добри Бендови Војводине, Бржи Бендови Београда ...

## Историја
С обзиром да овај назив никада није имао формални значај, тешко је до краја разлучити који се све београдски састави могу подвести под његово окриље. Уопштено говорећи, Брзи бендови Београда су представљали београдску пост-новоталасну сцену, мада је нису обухватали у целости (поједине београдске групе које су се појавиле у исто време, и које су биле генерацијски исте или сличне - попут састава Блок аут или Директори - никада нису сматране делом ове целине).
Београдска пост-новоталасна сцена се појавила у два различита налета. Први талас, који је доживео свој врхунац 1989.-1990. године, чинили су састави Робна кућа, Клајбери, Еуфорија, Казна за уши (и многи други). Ови састави су нагињали гаражном року и тврђем рок звуку стилски сличном раним Партибрејкерсима. Ове групе су оставиле дискографске записе само у фрагментима (Робна кућа је објавила један сингл пре распада), и углавном су престале са радом током 1991. године. Изузетак је чинила Казна за уши (која ће касније постати један од главних састава нове београдске сцене); чланови групе Еуфорија су касније радили у саставима Плејбој и Пресинг (што ће уједно утицати на њихову међусобну сличност у звуку).
Други талас је започео 1991. године, а доживео свој врхунац 1992. године (добрим делом уз помоћ ТВ емисије Афирматор РТС-a и фестивала Брзи Бендови Србије). Састави који су тада представљени јавности чинили су језгро „БББ“-a: Деца лоших музичара (ДЛМ), Плејбој, Пресинг. Ови састави су свирали мешавину рока и фанка, често обогаћену дувачком секцијом. Овом језгру се још могу додати и групе Казна за уши, Канда, Коџа и Небојша (мада су чланови састава били генерацијски млађи од осталих група), Дарквуд Даб (у својој првој фази до 1995. године, након чега група мења свој музички правац), Кристали (који су, основани 1993. године, били једна од последњих принова) и други.

## Афирматор (РТС2)
ТВ емисија „Афирматор“ Банета Антовића, која се вртела на другом каналу Радио-Телевизије Србије, допринела је у великој мери избијању Брзих бендова Београда на површину. Иако је емисија трајала свега две сезоне (1991. и 1992, након чега је скинута са РТС-a), успела је да јавности (и потенцијалним издавачима) убедљиво представи нову београдску сцену. Афирматор је био једина ТВ емисија која је у то време имала правог рок уредника, а састави су имали прилике да снимају видео-спотове без обзира на недостатак дискографских издања.

## Брзи Бендови Србије
Музички фестивал Брзи Бендови Србије (односно „ББС“) је био друга карика у ланцу афирмације Брзих бендова Београда (али и многих других група насталих широм Србије, попут Бјесова из Горњег Милановца), јер је нове саставе уживо представио широј публици. ББС је копирао MTV модел, нудећи награде за најбољи видео-спот, извођача, гитаристу, басисту, бубњара итд. Фестивал је трајао свега три године:
- ББС - прва деоница (24.-27. новембар 1992. године)
- ББС - друга деоница (1993. године)
- ББС - трећа деоница (1994. године)

## Невремена
Брзи бендови Београда су музички сазрели у најгорем могућем тренутку за домаћи рок. Распад земље, увођење санкција, економска и друштвена криза - а поврх свега рат - пропратили су рађање нове београдске музичке сцене. У тренутку када је медијски залет достигао врхунац, чланови многих група су морали да напусте земљу у страху од мобилизација ЈНА; ПГП РТС, једина велика издавачка кућа у Србији, није 1991—1992. године била заинтересована за нови рок, што је условило потпуно окретање ка независном издаваштву. Нажалост, део београдских састава се определио за загребачке независне издаваче, који су доста каснили у објављивању. Тако је комплетан тираж плоче „Желим јахати до екстазе“, која је била замишљена као нови „Пакет Аранжман“ за деведесете и на којој су са по две песме учествовали састави Пресинг, Дарквуд Даб, Клајбери, Еуфорија и Казна за уши, остао у Загребу услед избијања рата (када је реиздање коначно објављено 2000. године, имало је искључиво архивски значај). Исту судбину доживео је и први албум групе Пресинг. Деца лоших музичара нису прошла ништа боље, јер су свој први албум „Добар Дан!“ (за који су критичари сматрали да има значајан комерцијални потенцијал) објавили за независну издавачку кућу Sorabia Disk из Ниша која је престала са радом непосредно по изласку плоче. Коначно, скидањем Афирматора са РТС-a и општом медијском поплавом турбофолка 1993. године Брзи бендови Београда су потиснути на маргину. На својеврстан начин нова београдска сцена је постала жртва свога времена, иако је по мишљењима музичких критичара (попут Александра Жикића и Петра Јањатовића) имала више потенцијала неголи новоталасна сцена са почетка осамдесетих (коју је требало да ефективно „смени“).

## Главна издања (албуми)
- „Желим јахати до екстазе“ [разни извођачи] (Нова Александрија/Слушај Најгласније!, 1991) - цео тираж остао у Загребу
- „Пресинг“ [Пресинг] (Слушај Најгласније!, 1992) - цео тираж остао у Загребу
- „Добар Дан!“ [ДЛМ] (1992) - издавачка кућа пропала непосредно након изласка плоче
- „Испод земље“ [КЗУ] (1992) - издавачка кућа пропала непосредно након изласка плоче
- „Свирај дечко“ [Плејбој] (ПГП РТС/Б92, 1994) - објављено са закашњењем од годину дана
- „Парампарчад“ [Дарквуд Даб] (Take It Or Leave It, 1995) - објављено са закашњењем од две године